# Johnny Messner
Johnny Messner (Siracusa, Nueva York; 11 de abril de 1970) es un actor y productor estadounidense.

## Biografía
Su padre sirvió en la Fuerza Aérea de los Estados Unidos, tiene un hermano y una hermana.
En 2006, comenzó a salir con la actriz Selma Blair sin embargo la relación terminó en 2008.
En 2010, Messner comenzó a salir con la actriz Kathryn Morris a quien conoció mientras aparecía como invitado en la serie Cold Case. En abril de 2013, la pareja anunció que estaba esperando gemelos y el 21 de agosto del mismo año le dieron la bienvenida a sus dos hijos, Jameson West Messner y Rocco McQueen Messner.

## Carrera
En 2003, apareció en la película Tears of the Sun donde interpretó al soldado Kelly Lake. Ese mismo año interpretó al detective de la policía Michael Foster en la serie Tarzan.
En 2004, obtuvo uno de los papeles principales en la película Anacondas: The Hunt for the Blood Orchid, donde interpretó a Bill Johnson.
En 2005, interpretó a Lance Baldwin, un productor de películas para adultos en la segunda temporada de la serie The O. C.. Ese mismo año, se unió al elenco principal de la serie Killer Instinct donde interpretó al detective Jack Hale hasta el final de la serie en 2006.
En 2010, apareció como invitado en la popular serie Cold Case, donde dio vida a Ryan Cavanaugh, un agente del FBI que ayuda a Lily a encontrar a un asesino en serie. Apareció en un episodio de la serie Chuck donde interpretó a Rafe Gruber, un asesino de élite. Ese mismo año apareció en la serie en la serie The Gates, donde dio vida al corredor de bienes raíces Mark Woodbury, un hombre que tiene un accidente automovilístico luego de evitar chocar contra Emily Radcliff. También prestó su voz para el personaje Flint, un oficial del ejército en la serie animada G.I. Joe: Renegades.
En 2011, interpretó a Frank Cafferty en un episodio de la popular serie CSI: Crime Scene Investigation, anteriormente había aparecido por primera vez en la serie en 2000 donde dio vida a Ted Sallanger durante el episodio "Cool Change".

## Filmografía

### Series de Televisión
| Año         | Título                            | Personaje                | Notas                                       |
| ----------- | --------------------------------- | ------------------------ | ------------------------------------------- |
| 2011        | CSI: Crime Scene Investigation    | Frank Cafferty           | episodio "CSI Down"                         |
| 2010 - 2011 | G.I. Joe: Renegades               | Flint/Dashiell Faireborn | 10 episodios                                |
| 2010        | Dark Blue                         | Danny                    | 2 episodios                                 |
| 2010        | The Gates                         | Mark Woodbury            | episodio "Pilot"                            |
| 2010        | Cold Case                         | Ryan Cavanaugh           | 3 episodios                                 |
| 2010        | Chuck                             | Rafe Gruber              | episodio "Chuck Versus the Fake Name"       |
| 2009        | CSI: Miami                        | Ken Vogel                | episodio "Sink or Swim"                     |
| 2008        | Knight Rider                      | Sean Owens               | episodio "Journey to the End of the Knight" |
| 2008        | Law & Order: Special Victims Unit | Lowell Harris            | episodio "Undercover"                       |
| 2007        | Burn Notice                       | Glenn Harrick            | episodio "Loose Ends, Part 2"               |
| 2005 - 2006 | Killer Instinct                   | Det. Jack Hale           | 13 episodios                                |
| 2005        | The O. C.                         | Lance Baldwin            | 5 episodios                                 |
| 2003        | Tarzan                            | Det. Michael Foster      | 3 episodios                                 |
| 2001        | Men, Women & Dogs                 | Jim                      | episodio "Let Sleeping Dogs Lie"            |
| 2001        | Friends                           | Kash                     | episodio "The One with Rachel's Date"       |
| 2001        | Son of the Beach                  | Hombre Atractivo         | episodio "Area 69"                          |
| 2001        | Danny                             | -                        | episodio "Forget About Your Boss"           |
| 1999        | Rude Awakening                    | Podólogo                 | episodio "One Birthday at a Time"           |
| 1998        | The Guiding Light                 | Rob Layne                | 21 episodios                                |

### Películas
| Año  | Título                                   | Personaje              | Notas |
| ---- | ---------------------------------------- | ---------------------- | --- |
| 2016 | Proyecto Swap                            | Detective Walker       | junto a Tom Sizemore & Mickey Rourke                                                                          |
| 2011 | Arena                                    | Kaden                  | junto a Samuel L. Jackson & Daniela Dae Kim                                                                   |
| 2009 | The Equalizer                            | Sicario enviado al bar | junto a Denzel Washington, Marton Csokas, Chloë Grace Moretz & Robert Wahlberg                                |
| 2009 | Wrong Turn at Tahoe                      | Mickey                 | junto a Miguel Ferrer, Cuba Gooding Jr, Harvey Keitel & Mike Starr                                            |
| 2006 | La prueba del crimen                     | Tommy "Tombs" Perello  | junto a Paul Walker, Vera Farmiga, Chazz Palminteri & Karel Roden                                             |
| 2004 | Anacondas: The Hunt for the Blood Orchid | Bill Johnson           | junto a KaDee Strickland, Matthew Marsden, Nicholas Gonzalez, Eugene Byrd, Karl Yune & Morris Chestnut        |
| 2003 | Tears of the Sun                         | Kelly Lake             | junto a Bruce Willis, Monica Bellucci, Cole Hauser, Eamonn Walker, Nick Chinlund, Charles Ingram & Chad Smith |
| 2002 | La cosa más dulce                        | Todd                   | junto a Cameron Diaz, Selma Blair, Thomas Jane, Jason Bateman & Christina Applegate                           |